# 🇧🇿
🇧🇿 is een Unicode vlagsequentie emoji die gebruikt wordt als regionale indicator voor Belize. De meest gebruikelijke weergave is die van de vlag van Belize, maar op sommige platforms (waaronder Microsoft Windows) ziet men de letters BZ.
De vlagsequentie is opgebouwd uit de combinatie van de Regional Indicator Symbols 🇧 (U+1F1E7) en 🇿 (U+1F1FF), tezamen de ISO 3166-1 alpha-2 code BZ voor Belize vormend.
Deze emoji is in 2010 geïntroduceerd met de Unicode 6.0-standaard.

## Gebruik

De landsvlag van Belize

Deze emoji wordt gebruikt als regionale aanduiding van Belize.

## Codering

De Emoji One-implementatie

### Unicode
In Unicode vindt men de 🇧🇿 met de codesequentie U+1F1E7 U+1F1FF (hex).

### Shortcode
Er zijn shortcodes voor 🇧🇿; in Github kan deze opgeroepen worden met :belize:, in Slack kan het karakter worden opgeroepen met de code :flag-bz:.